# Umeå landskommun

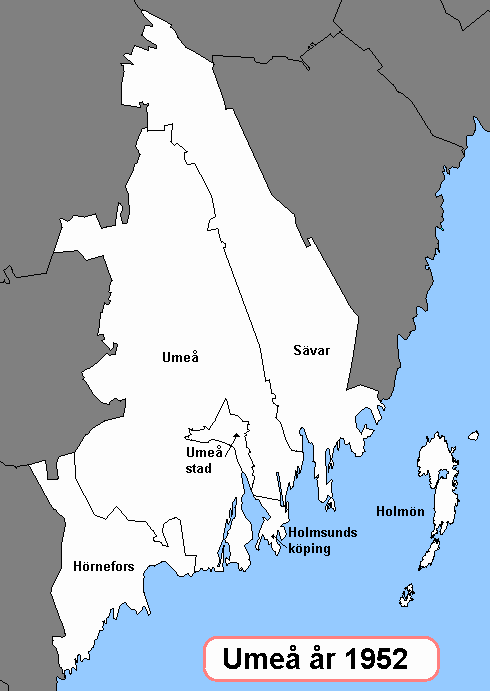
Kommuner runt Umeå år 1952.
Om inget annat anges är det en landskommun.

Umeås landskommun var en tidigare kommun i Västerbottens län. Kommunkod åren 1952–1966 var 2406.

## Administrativ historik
Umeås landskommun inrättades den 1 januari 1863 i Umeå socken i Västerbotten när 1862 års kommunalförordningar trädde i kraft. 
När 1862 års kommunalförordningar infördes kunde det förekomma att en stad och en näraliggande landskommun fick samma namn, endast åtskilt av kommuntypsbenämningen.
Den 9 februari 1894 inrättades Djupviks municipalsamhälle (idag en del av Holmsund) inom kommunen.
Den 1 januari 1914 bröts ett område i kommunens sydvästra del ut för att, tillsammans med en del av Nordmalings kommun, bilda Hörnefors landskommun. Den 1 januari 1918 bröts sedan området kring Djupviks municipalsamhälle och Holmsunds sågverk, i kommunens sydöstra del, ut för att bilda Holmsunds landskommun. Municipalsamhället bytte därmed kommun.
Två nya municipalsamhällen kom sedan att inrättas inom kommunen. Den 12 december 1924 inrättades Tegs municipalsamhälle och den 16 maj 1941 inrättades Backens municipalsamhälle.
Kommunreformen 1952 påverkade inte indelningarna i området, då varken Västerbottens eller Norrbottens län berördes av reformen. Den 31 december 1958 upplöstes dock Backens municipalsamhälle och två år senare även Tegs municipalsamhälle.
Den 1 januari 1965 uppgick kommunen i Umeå stad, som i sin tur blev till Umeå kommun när enhetlig kommuntyp infördes år 1971.

### Kyrklig tillhörighet
I kyrkligt hänseende tillhörde kommunen Umeå landsförsamling. 1963 tillkom församlingarna Tavelsjö och Teg genom utbrytningar.

## Kommunvapnet
Blasonering: I blått fält en bjälkvis ställd lax av silver med röd beväring och åtföljd ovan av två och nedan av en fembladig blomma av guld.
Detta vapen antogs av kommunen den 28 januari 1957. Vapnet var ej fastställt av Kungl. Maj:t. Se artikeln om Umeå kommunvapen för mer information.

## Geografi
Umeå landskommun omfattade den 1 januari 1952 en areal av 1 074,76 km², varav 1 028,73 km² land.

### Tätorter i kommunen 1960
| Tätort       | Folkmängd |
| ------------ | --------- |
| Umeå, del av | 9 949     |
| Röbäcksby    | 473a      |
| Sörfors      | 275       |

- Tätorten Umeå var delad mellan Umeå landskommun och Umeå stad

Tätortsgraden i kommunen var den 1 november 1960 55,3 procent.

## Politik

### Mandatfördelning i valen 1938-1962
| 15 | 8 | 11 | 6 |

| 40 |

| 14 | 10 | 11 | 5 |

| 40 |

| 13 | 12 | 12 | 3 |

| 38 |

| 15 | 11 | 12 | 2 |

| 38 |

| 15 | 9 | 11 | 5 |

| 40 |

| 14 | 12 | 8 | 6 |

| 40 |

| 16 | 10 | 9 | 5 |

| 37 |

För resultatet för valet 1966, se Umeå stad.
För valresultat efter 1970, se Umeå kommun.